# Ханцешти (Галац)
Ханцешти (рум. Hănțești) насеље је у Румунији у округу Галац у општини Бучумени. Oпштина се налази на надморској висини од 200 m.

## Становништво
Према подацима из 2002. године у насељу је живело 555 становника, од којих су сви румунске националности.